# Животињско краљевство
Животињско краљевство је америчка драмска телевизијска серија коју је развио Џонатан Лиско. Заснована је на филму Царство животиња Дејвида Мишоа, који је извршни продуцент серије, заједно са Лиз Вотс која је продуцирала филм. Серија прати седамнаестогодишњег дечака, који након смрти своје мајке сели код своје отуђене родбине, Кодијевих, злочиначки породични клан којим управља матријарх Смурф. Елен Баркин прве четири сезоне тумачи главну улогу Џенин „Смурф” Коди, коју тумачи Џеки Вивер у филму.
У Србији се емитује од 13. новембра 2018. године на каналу Топ, титлована на српски језик. Титлове је радио студио Блу хаус.